# هواگرد نظامی سبک

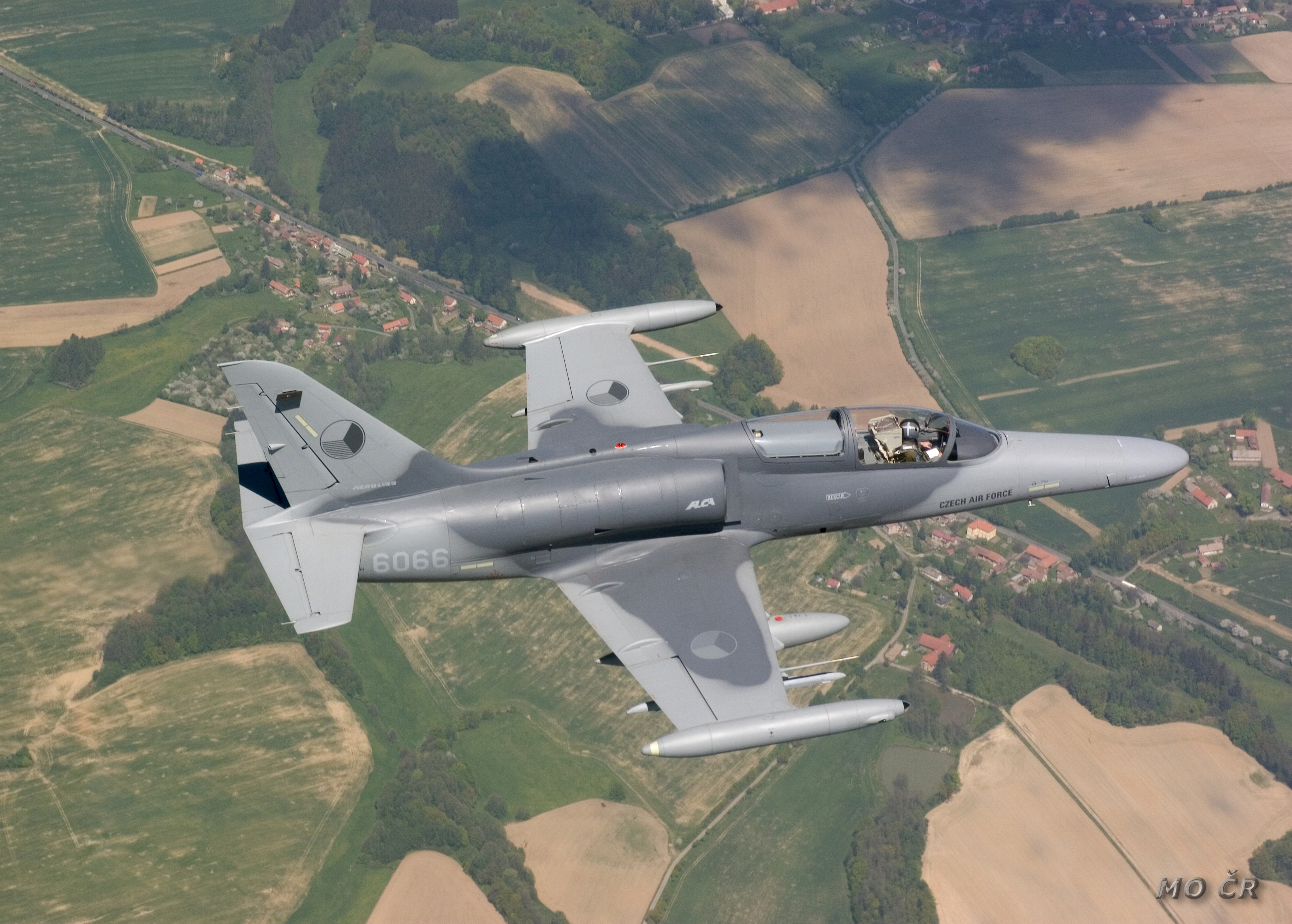
هواگرد نظامی سبک ال-۱۵۹ الکا

یک هواگرد نظامی سبک (انگلیسی: Light combat aircraft) نوعی هواپیمای نظامی سبک چندمنظوره است که معمولاً در اصل به عنوان هواپیمای آموزشی مورد استفاده قرار می‌گیرد و برای درگیری در مأموریت‌های سبک نظامی و شناسایی اصلاح شده‌است.